# ياسر ثابت
ياسر طلعت حافظ ثابت صحفي مصري وكاتب ليبرالي 
. ولد ثابت في 7 مايو 1964 في كولونيا بألمانيا، وحصل على بكالوريوس في الصحافة من كلية الإعلام بجامعة القاهرة، مصر في مايو 1985، ودرجة الماجستير في الصحافة من مركز دراسات الصحافة، جامعة ويلز، كارديف في عام 1998. في سبتمبر 2000 حصل على درجة الدكتوراه في الصحافة من جامعة بوسطن بالولايات المتحدة.
أثناء دراسته في جامعة القاهرة، اختير لرئاسة قسم الشؤون الخارجية بجريدة الجامعة صوت الجامعة. بدأ حياته المهنية في الأهرام عندما كان طالبًا وعمل في الأهرام المسائي مسؤولًا عن قسم الشؤون الخارجية حتى استقال في عام 2006.

## سيرة مهنية
كان ياسر ثابت من بين الصحفيين الرئيسيين الذين بدأوا تجربة فريدة في الصحافة المصرية، تسمى الصحافة المستقلة. وكان حجر الزاوية في هذه التجربة هو الجريدة الواسعة الانتشار [ الدستور ]  . في عام 1991 كان من مؤسسي أول صحيفة أعمال يومية في مصر بعنوان العالم اليوم. في عام 2001، أصبح مدير تحرير صحيفة صوت الأمة الخاصة، قبل أن يغادر إلى قطر في أغسطس 2002 للعمل منتجًا أول للأخبار في قناة الجزيرة .
في مارس 2007، سافر إلى الولايات المتحدة حيث بدأ منصبه الجديد: رئيس تحرير قناة الحرة. كانت تجربة عمل قصيرة. ومع ذلك، أشاد بعض الكتاب والباحثين الأمريكيين بإرث ثابت المقدَّر وإنجازاته الصحفية البارزة.
أصبح ثابت رئيس تحرير في قناة العربية في دبي، الإمارات العربية المتحدة، اعتبارًا من نوفمبر 2007، قبل الانضمام إلى قناة سكاي نيوز عربية في أبو ظبي، الإمارات العربية المتحدة، كمدير للأخبار،  اعتبارًا من يونيو 2011.
ألقى ثابت محاضرات حول قضايا الإعلام في بريطانيا، النمسا، إسبانيا، تركيا، اليونان، كندا، والولايات المتحدة. كان عضوًا في هيئة التدريس في ندوات سالزبورغ سمينار في مناسبتين. في 11 يونيو 2009، كان ياسر ثابت متحدثًا في مؤتمر بعنوان بناء القدرات المدنية والوعي الديمقراطي في الأمن وحقوق الإنسان الذي نظمته مؤسسة الدراسات الاقتصادية والاجتماعية التركية (TESEV) في أنقرة، تركيا.

## التدوين
يكتب ثابت بانتظام في مدونته الشهيرة قبل الطوفان باللغة العربية عن التاريخ والأدب وحتى الرياضة بأسلوب مميز ومفصّل.
في 27 نوفمبر 2008، أعلنت جوائز دويتشه فيله الدولية لمدونات الويب - BOBs - أن مدونة «قبل الطوفان» فازت بجائزة اختيار الجمهور كأفضل مدونة عربية  . وقالت لجنة التحكيم إن «مقالات ياسر عن الشخصيات والأحداث التاريخية تميل إلى أن تكون من بين أكثر التدوينات بحثًا في المدونات العربية. كصحفي راسخ وموهوب ومبدع، يعطي لقرائه نظرة جديدة للقصص القديمة».

## كتب
ثابت هو أديبٌ وكاتبٌ ومؤرخ للإعلام والسياسة والرياضة في الشرق الأوسط.
يهتم ثابت بالاشتباك مع التاريخ السائل أو القضايا المعاصرة مع الإحالات التاريخية التي تتعمق في دراسة الظواهر والمواقف.
وهو منشغل بقضايا الصراع والموت والمنفى، وتنتمي أعماله الأدبية إلى الأجناس المختلفة، من أدب الرسائل إلى أدب الشذرة، ومن الشعر إلى الرواية. وتشمل قائمة مؤلفاته ما يلي:
- سينما النهايات الخالدة  (دار اكتب، القاهرة 2024)
- برتقال وأشواك: أدب برائحة البارود  (دار المحرر، القاهرة 2024)
- سينما القلوب الوحيدة  (دار المحرر، القاهرة 2024)
- سلاطين النغم: من الموشحات إلى الموسيقى التصويرية  (دار اكتب، القاهرة 2024)
- عصر المدرجات  (دار اكتب، القاهرة 2024)
- دليل مصور للملائكة  (دار المحرر، القاهرة 2024)
- كشوف الخالدين  (دار اكتب، القاهرة 2024)
- أفضل شركائي في الجريمة  (دار زين، القاهرة 2024)
- صندوق العجائب: من الدراما إلى المقالب والفوازير  (دار المحرر، القاهرة 2023)
- تاريخ الغناء الشعبي: من الموال إلى الراب  (2023) القاهرة: دار دوِّن.
- تاريخ اليهود في مصر والعالم العربي: سنوات الظل والغموض (2023)القاهرة: دار دوِّن.
- مصر المدهشة (2023) القاهرة: منشورات إيبيدي.
- سيرة الغبار (2023)القاهرة: دار زين.
- 10 قبلات منسيّة (2023)القاهرة: دار زين.
- مشوار الخلود: سيرة محمد صلاح (2023)القاهرة: دار اكتب.
- جنرالات كرة القدم: من مارادونا إلى هالاند (2023)القاهرة: دار اكتب.
- جامع الشهوات  (2022) القاهرة: دار زين.
- سقف العالم  (2022) القاهرة: دار زين.
- كل يومٍ شوق  (2021) القاهرة: دار ميريت.
- الموسيقى العارية: أساطير في مملكة الغناء  (2021) القاهرة: دار زين.
- طقوس الجنون  (2021) القاهرة: منشورات إيبيدي.
- مقامات الروح: دليل إلى الأغنية العربية  (2021) عمان: دار خطوط وظلال.
- حكمة السيقان  (2020) القاهرة: منشورات إيبيدي.
- الرومانسيون  (2020) القاهرة: دار زين.
- عادات الحب السيئة  (2020) القاهرة: دار اكتب.
- صراع تحت القبة  (2020) القاهرة: دار زين.
- خدوش إضافية  (2020) القاهرة: دار زين.
- إثم قديم  (2019) القاهرة: دار الأدهم.
- سعال وطني  (2019) القاهرة: دار الأدهم.
- ولع  (2019) القاهرة: دار الأدهم.
- الحرب في منزل طه حسين  (2019) القاهرة: دار زين.
- عشاق وشياطين: التاريخ الممنوع للسينما  (2019) القاهرة: دار اكتب.
- أبناء البكاء  (2019) القاهرة: دار زين.
- مراعي الذئاب  (2019) القاهرة: دار زين.
- الأهداف لا تعتذر  (2019) القاهرة: دار اكتب.
- يطل الخجل من حقيبتها  (2018) القاهرة: دار زين.
- الملك والفرسان الثلاثة  (2018) القاهرة: دار كنوز.
- قبل الذروة بقليل  (2018) القاهرة: دار زين.
- الوزير في الثلاجة  (2017) القاهرة: دار دلتا.
- أهل الضحك والعذاب  (2017) القاهرة: دار اكتب.
- سيرة اللذة والجنس في مصر  (2017) القاهرة: دار اكتب.
- موسوعة حصاد الأولمبياد: الدورات الأولمبية في 120 سنة  (2016) القاهرة: كنوز.
- باشوات وأوباش: التاريخ السري للفساد  (2016) القاهرة: مركز الحضارة العربية.
- خنجر في المرآة: نصوص ووجوه منسية (2016) القاهرة: دار اكتب.
- الموت على الطريقة المصرية  (2016) القاهرة: دار اكتب.
- حرائق التفكير والتكفير  (2016) القاهرة: دار اكتب.
- جمرتان: تمارين على النسيان  (2016) القاهرة: دار اكتب.
- العصا والمطرقة: الصراع بين السلطة والقضاء، (2015) القاهرة: دار اكتب
- وطن محلك سر، (2015) القاهرة: دار اكتب
- المتلاعبون بالعقول: ثغرات الإعلام في مص، (2015) القاهرة: دار اكتب.
- صديق الرئيس: حكام مصر السريون، (2015) القاهرة: دار اكتب .
- حروب الهوانم، (2015) القاهرة: دار اكتب
- دين مصر: أمراء الدم والفيديو (2015) القاهرة: دار اكتب.
- حكام مصر من الملكية إلى السيسي، (2015) القاهرة: دار الحياة.
- مصر قبل المونتاج، (2015) القاهرة: دار الدلتا
- غرفة خلع الملابس: وجوه وقياسات (2014) القاهرة: دار اكتب
- ذنب، (2014) القاهرة: دار اكتب
- أجمل القتلة، (2014) القاهرة: دار اكتب
- الصراع على مصر: ذئاب مبارك والعهد الجديد، (2014) القاهرة: كنوز
- أيامنا المنسية (2014) بيروت: ضفاف / الجزائر العاصمة: الاختلاف
- تحت معطف الغرام، (2014) القاهرة: دار اكتب
- مراودة، (2014) القاهرة: دار اكتب
- زمن العائلة: صفقات المال والإخوان والسلطة، (2014) القاهرة: دار ميريت
- صناعة الطاغية: سقوط النخب وبذور الاستبداد، (2013) القاهرة: دار اكتب.
- رئيس الفرص الضائعة: مرسي بين مصر والجماعة، (2013) القاهرة: دار اكتب
- حروب العشيرة: مرسي في شهور الشك، (2013) القاهرة: دار اكتب
- محاكمة الرئيس: البحث عن القانون الغائب (2013) القاهرة: دار اكتب
- دولة الألتراس: أسفار الثورة والمذبحة (2013) القاهرة: دار اكتب   .
- قصة الثروة في مصر (2012) القاهرة: دار ميريت  .
- شهقة اليائسين: الانتحار في العالم العربي (2012) القاهرة: دار التنوير   .
- فضة الدهشة (2012) القاهرة: دار العين  .
- هيا بنا نلعب: عن الأوطان والأوثان (2012) القاهرة: دار اكتب  .
- لحظات تويتر (2011) القاهرة: دار العين  .
- فتوة وأفندية (2010) القاهرة: دار صفصافة  .
- حروب كرة القدم (2010) القاهرة: دار العين  .
- جرائم بالحبر السري (2010) القاهرة: مركز الحضارة العربية  .
- كتاب الرغبة (2010) بيروت: الدار العربية للعلوم، ناشرون  .
- فيلم مصري طويل (2010) القاهرة: مركز الحضارة العربية  .
- يوميات ساحر متقاعد (2009) القاهرة: دار العين  .
- جرائم العاطفة في مصر النازفة (2009) بيروت: الدار العربية للعلوم، ناشرون.
- قبل الطوفان: التاريخ الضائع للمحروسة في مدونة مصرية (2008) القاهرة: ميزان.
- جمهورية الفوضى (2008) القاهرة: ميزان.
- ذاكرة القرن العشرين (2002) القاهرة: الدار العربية للكتاب.
- موسوعة كأس العالم (1994) القاهرة: مدبولي الصغير.

## وصلات خارجية
- صفحة الكاتب على موقع Goodreads
- صفحة الكاتب على موقع مصراوي